# Zmrzlinový pohár
Zmrzlinový pohár je zmrzlinový dezert.
Několik kopečků zmrzliny je většinou podáváno se šlehačkou, ovocnou či čokoládovou polevou, kousky ovoce či jinými ochucovadly ve vysokém poháru.